# Monika Auer
Monika Auer (* 21. April 1957 in Welschnofen) ist eine frühere italienische Rennrodlerin.
Monika Auer war in der ersten Hälfte der 1980er Jahre vor allem im Rennrodel-Weltcup erfolgreich. 1980 kam sie bei den Olympischen Winterspielen in Lake Placid auf den 16. Rang. In der Saison 1980/81 musste sich Auer nur Angelika Schafferer geschlagen geben und kam somit auf den zweiten Platz der Gesamtwertung. Ein Rennen in Winterberg konnte die Südtirolerin gewinnen. In der folgenden Saison belegte sie hinter Vera Zozuļa und Marie-Luise Rainer den dritten Rang. 1984 in Sarajevo startete Auer zum zweiten Mal bei Olympischen Winterspielen und fuhr auf den 13. Platz. Bei der Europameisterschaft des Jahres gewann sie den Titel vor Heike Popel und Bettina Schmidt.

## Erfolge

### Weltcupsiege
Einsitzer
| Nr. | Datum         | Ort        | Bahn               |
| --- | ------------- | ---------- | ------------------ |
| 1.  | 21. Dez. 1980 | Winterberg | Bobbahn Winterberg |